# 新潮ミステリー倶楽部賞
新潮ミステリー倶楽部賞（しんちょうミステリーくらぶしょう）は、新潮社が主催した公募の長編ミステリーの新人賞で、1996年から2000年まで全5回実施された。受賞作は、新潮社のハードカバーの単行本シリーズ「新潮ミステリー倶楽部」から刊行された。
1988年から1994年まで全7回実施された日本推理サスペンス大賞（日本テレビ主催、新潮社協力）を引き継いで実施されたものである。また、この賞の後には、2000年より新潮社・幻冬舎・テレビ朝日主催のホラーサスペンス大賞が実施された。

## 受賞者一覧
- 第1回（1996年）永井するみ『枯れ蔵』
- 第2回（1997年）雨宮町子『Kの残り香』改題→『骸の誘惑』
- 第3回（1998年）戸梶圭太『ぶつかる夢ふたつ』改題→『闇の楽園』
  - 島田荘司特別賞 響堂新『紫の悪魔』
  - 高見浩特別賞 沢木冬吾『愛こそすべて、と愚か者は言った』
- 第4回（1999年）内流悠人（現・雫井脩介）『栄光一途』
- 第5回（2000年）伊坂幸太郎『オーデュボンの祈り』